# Hombre de Brno
El Hombre de Brno es una estatuilla de marfil de 20,3 centímetros, de época paleolítica (hacia 30000-25000 a. C.). Es más o menos contemporánea de la Venus de Willendorf.
Representa una figura de hombre, apenas esbozada en sus rasgos básicos, donde destaca su cabeza, tallada simplemente con ojos, nariz y boca, sobre un tronco que constituye una única pieza sin partes distinguibles. La figura está bastante deteriorada, por lo que cabe suponer que partes de ella quizá se hayan perdido, y que su tamaño original podría ser superior, quizá de unos 43 centímetros. 
Fue hallada en Brno (República Checa), en la tumba de un hombre probablemente de cierta relevancia social, por lo que también es conocida como tumba del chamán, hecho corroborado por la presencia de un rico ajuar compuesto de diversas piezas, como un collar de dientes de mamut, objetos confeccionados en hueso y unas 600 conchas. Pese a su actual deterioro, la obra denota un cierto naturalismo en su ejecución, especialmente en los detalles de la cabeza, como el pelo corto y los ojos, un tanto hundidos. Aun así, es poco probable que se trate de un retrato, y cabría suponer más acertadamente que se trata de una figura concebida de forma simbólica, seguramente para algún tipo de ritual, sea religioso o funerario.